# Balkanit
Balkanit (IMA-Symbol Bkn) ist ein sehr selten vorkommendes Mineral aus der Mineralklasse der „Sulfide und Sulfosalze“ mit der chemischen Zusammensetzung Ag5Cu9HgS8 und damit chemisch gesehen ein Silber-Kupfer-Quecksilber-Sulfid.
Balkanit kristallisiert im orthorhombischen Kristallsystem und entwickelt bis zu 0,2 mm lange, stäbchenförmige prismatische Kristalle, die parallel der c-Achse [001] gestreckt und gestreift sind. Daneben finden sich auch bis zu 3 mm große Körner und lamellare Zwillinge. Das Mineral ist in jeder Form undurchsichtig (opak) und zeigt auf den stahlgrauen Oberflächen einen metallischen Glanz. Auf polierten Flächen erscheint die Farbe des Minerals hellgrau.

## Etymologie und Geschichte
Balkanit wurde zwischen 1961 und 1962 in der Grube Sedmochislenitsi (auch Sedmocislenici Mine) mit polymetallischer Blei-Zink-Baryt-Fluorit-Vererzung in der Oblast Wraza im westlichen Teil des Balkangebirges (serbisch Stara Planina) in Bulgarien entdeckt. Die sechs Proben mit dem neu entdeckten Mineral hatten eine Größe von einem bis vier Zentimeter Größe.
Eine erste Beschreibung des Silberminerals erfolgte 1964 durch S. C. Stoinov, Vasil A. Atanassov und T. I. Lilov. Die chemische Zusammensetzung ermittelte Atanassov zwischen 1970 und 1971, der anschließend zusammen mit Georgi N. Kirow eine vollständige Erstbeschreibung erstellte. Der Name des Minerals nimmt Bezug auf das Balkangebirge, in dem sich dessen Typlokalität befindet.

Die Untersuchungsergebnisse und der gewählte Name wurden 1971 bei der International Mineralogical Association eingereicht (interne Eingangs-Nr. der IMA: 1971-009) eingereicht, die den Balkanit als eigenständige Mineralart anerkannte. Die Publikation der Erstbeschreibung folgte zwei Jahre später im Fachmagazin American Mineralogist.
Typmaterial des Minerals wird in der Mineralogischen Sammlung des Nationalen Historischen Museums (NHMSo, Typmaterial), in der Universität (UKOSo, Cotyp-Nr: 1351) und der St. Iwan-Rilski-Universität für Bergbau und Geologie (UMGSo, Cotyp-Nr: 619) in Sofia aufbewahrt.

## Klassifikation
In der veralteten 8. Auflage der Mineralsystematik nach Strunz ist Balkanit noch nicht verzeichnet. Einzig im Lapis-Mineralienverzeichnis nach Stefan Weiß, das sich aus Rücksicht auf private Sammler und institutionelle Sammlungen noch nach dieser alten Form der Systematik von Karl Hugo Strunz richtet, erhielt das Mineral die System- und Mineral-Nr. II/B.09-20. In der „Lapis-Systematik“ entspricht dies der Klasse der „Sulfide und Sulfosalze“ und dort der Abteilung der „Sulfide, Selenide und Telluride mit [dem Stoffmengen]Verhältnis Metall : S,Se,Te > 1 : 1“, wobei in den Abteilungen II/B.09 bis II/B.11 komplexe Sulfide und Selenide mit vorherrschend Kupfer, Quecksilber und Thallium eingeordnet sind. Balkanit bildet hier zusammen mit Danielsit, Furutobeit und Schlemait eine eigenständige, aber unbenannte Gruppe (Stand 2018).
Die seit 2001 gültige und von der IMA bis 2009 aktualisierte 9. Auflage der Strunz’schen Mineralsystematik ordnet den Balkanit ebenfalls in die Abteilung der „Metallsulfide, M : S > 1 : 1 (hauptsächlich 2 : 1)“ ein. Diese ist weiter unterteilt nach den in der Verbindung vorherrschenden Metalle, so dass das Mineral entsprechend seiner Zusammensetzung in der Unterabteilung „mit Quecksilber (Hg), Thallium (Tl)“ zu finden ist, wo es zusammen mit Danielsit die unbenannte Gruppe 2.BD.15 bildet.
Auch die vorwiegend im englischen Sprachraum gebräuchliche Systematik der Minerale nach Dana ordnet den Balkanit in die Klasse der „Sulfide und Sulfosalze“ und dort in die Abteilung der „Sulfidminerale“ ein. Hier ist er ebenfalls zusammen mit Danielsit in der unbenannten Gruppe 02.16.07 innerhalb der Unterabteilung „Sulfide – einschließlich Seleniden und Telluriden – mit verschiedenen Formeln“ zu finden.

## Kristallstruktur
Balkanit kristallisiert in der monoklinen Raumgruppe P2/m (Raumgruppen-Nr. 10) mit den Gitterparametern a = 9,5539(11) Å, b = 3,9150(4) Å, c = 10,6424(12) Å und β = 90,047(9)° sowie einer Formeleinheit pro Elementarzelle.

## Bildung und Fundorte
Balkanit bildet sich in stratiformen Lagerstätten, die durch hydrothermale Metasomatose entstanden. An seiner Typlokalität, der Grube Sedmochislenitsi im Balkan, entstand auf diese Weise in einem System tektonischer Brüche, die Kalkstein und Dolomit des Mitteltrias durchschneiden, eine polymetallische Vererzung mit Blei-Zink-Erzen in den oberen und Kupfererzen in den unteren Ebenen. Balkanit entstand hier in den niedrigsten Leveln in einer Teufe von 890 m in Paragenese mit Tennantit, Bornit, Chalkopyrit und primärem Chalkosin.
Je nach Fundort kann Balkanit mit weiteren Mineralen vergesellschaftet sein wie unter anderem Aragonit, Baryt, gediegen Bismut und quecksilberhaltigem Silber, Calcit, Cinnabarit, Djurleit, Digenit, Mckinstryit, Pyrit, Rammelsbergit, Stromeyerit und Wittichenit.
Balkanit gehört zu den sehr seltenen Mineralbildungen, das bisher nur in wenigen Proben aus weltweit weniger als 10 Fundstellen entdeckt wurde (Stand 2020). Seine Typlokalität Sedmochislenitsi in der Oblast Wraza ist dabei die bisher einzige Fundort in Bulgarien.
In Deutschland sind bisher keine Fundstellen für Balkanit bekannt, aber im benachbarten Österreich fand sich das Mineral im heutigen Schaubergwerk Leogang im Leoganger Ortsteil Schwarzleo im Salzburger Land und im ehemaligen Bergwerk Röhrerbühel Fieberbrunn in Tirol (siehe auch Kupferbergbau auf der Kelchalpe). Ein weiterer möglicher Fundort liegt im ebenfalls benachbarten Belgien, genauer eine Kupfer-Tellur-Mineralisation bei Salmchâteau nahe der Gemeinde Vielsalm in der Provinz Luxemburg. Allerdings konnte dieser Fund bisher nicht verifiziert werden und gilt daher als fraglich.
Ansonsten kennt man Balkanit innerhalb von Europa nur noch aus der Miniera San Giovanni (engl. San Giovanni Mine) bei Punta della Torre etwa 5 km westsüdwestlich von Iglesias auf Sardinien.
Weitere bisher bekannte Fundorte sind die Gold-Lagerstätte Langquan im Kreis Leye in dem zu China gehörenden Autonomen Gebiet Guangxi, ein kleines Prospektionsfeld nordwestlich von Cerro Morita und etwa 27 Kilometer südwestlich von Agua Prieta im mexikanischen Bundesstaat Sonora, eine Platinmetall-Seife am Fluss Miass in der Oblast Tscheljabinsk und die Silber-Lagerstätte Unkur bei Udokan in der Region Transbaikalien in Russland sowie das Bergbaurevier „Manhattan“ in der Toquima Range im US-Bundesstaat Nevada.